# 公兴镇 (双流县)
公兴镇是中国四川省成都市双流县一个已撤銷的镇。2011年，公兴镇撤銷，設立公兴街道。

## 行政区划
公兴镇下辖：公兴场社区、草坪村、藕塘村、双塘村、朱家庙村、青云寺村、邵家店村、兰家沟村。